# اتاق قرمز (مجموعه تلویزیونی)
اتاق قرمز (به ترکی استانبولی: Kırmızı Oda) یک مجموعه تلویزیونی درام و روانشناسی است که تهیه شده توسط انور گوناتام و توسط بانو کیرمیتچی نوشته شده است. این سریال در تاریخ ۴ سپتامبر ۲۰۲۰ از شبکه  تی‌وی ۸ شروع یه پخش شد.
بازیگران سریال اتاق قرمز در هر قسمت تغییر می کنند. بیننور کایا تنها بازیگر اصلی در تمام قسمت‌ها است.

## تولید

### درون مایه
اتاق قرمز  یک مجموعه تلویزیونی اقتباس شده از نویسنده گلسرن بودایچی‌اوغلو، به همین نام است که در سال ۲۰۰۴ منتشر شد. این مجموعه داستان مشتریانی است که به صاحب کلینیک که روانپزشکی در استانبول است و سایر روانپزشکان مراجعه می‌کنند.

### فیلمبرداری
اتاق قرمز بیشتر در مناطق بیکوز و اسکدار فیلمبرداری می‌شود. از ساختمان کارخانه کفش بیکوز برای لوکیشن کلینیک استفاده می‌شود. جدا از این، بسیاری از مکان‌ها از جمله نماهایی از تنگه بسفر و به ویژه سواحل اورتاکوی، تپه چاملیکا و شیله مورد استفاده قرار گرفته است.

## بازیگران و شخصیت‌ها

### شخصیت‌های اصلی
- مانولیا یادیگاراوغلو/خانم  (بیننور کایا): صاحب کلینیک و روانپزشک با سال‌ها تجربه. او با آیدین ازدواج کرده است.
- تونا (گلچین کولتور شاهین): منشی کلینیک و فردی مهربان.
- حسین (باران جان اراسلان): او مسئول چای و قهوه کلینک است. او دچار اختلال لکنت زبان است.

### نقش‌های پایان یافته
| بازیگر      | شخصیت        | حضور | توضیح |
| ----------- | ------------ | ---- | --- |
| مریچ آرال   | عاشیه        | ۱-۲۲ | او روانپزشکی جوان با سبک لباس پوشیدن متفاوت است. عایشه، موفق ترین شاگرد دنیز در دانشگاه و عاشق او است. او به آنکارا نقل مکان کرد.                              |
| تولین اوزن  | پیرایه آرتون | ۱-۳۰ | او یک روانپزشک موفق است که پس از خیانت، از همسرش طلاق گرفت. او دو پسر دوقلو دارد. او کلینیک را ترک می‌کند و به همراه دنیز به یک شهر کوچک نقل مکان می‌کند.        |
| بوراک سوینچ | دنیز سانر    | ۱-۳۰ | روانپزشک کودکان و مردی خوش تیپ که عاشق پیرایه است. او قبلا ازدواج کرده و طلاق گرفته است. او کلینیک را ترک می‌کند و به همراه پیرایه به شهر کوچکی نقل مکان می‌کند. |
| سزین بوزاچی | آینور        | ۱-۴۲ | او متصدی کافه کلینیک است. مسئول نظافت و سرو غذا در طبقه پایین کلینیک است. او به شهر زادگاهش باز می‌گردد.                                                        |

## انتشار
| فصل | قسمت‌ها | تاریخ انتشار اصلی | تاریخ انتشار اصلی | تاریخ انتشار اصلی |
| فصل | قسمت‌ها | شروع فصل          | پایان فصل         | شبکه              |
| --- | ------ | ----------------- | ----------------- | ----------------- |
| ۱   | ۴۲     | ۴ سپتامبر ۲۰۲۰    | ۱۸ ژوئن ۲۰۲۱      | تی‌وی ۸            |
| ۲   | ۱۹     | ۱۷ سپتامبر ۲۰۲۰   | ۱۸ فوریه ۲۰۲۲     | تی‌وی ۸            |